# Dornier Do 11
Il Dornier Do 11, o Dornier Do F nella designazione aziendale pre-RLM, era un bombardiere medio bimotore ad ala alta prodotto dall'azienda tedesca Dornier-Metallbauten GmbH negli anni trenta ed impiegato dalla Luftwaffe nel periodo antecedente all'inizio della seconda guerra mondiale anche nei ruolo di addestratore.

## Storia del progetto
Nel 1931 il Reichsverkehrsministerium (RVM), l'allora ministero dei trasporti della Repubblica di Weimar, espresse la necessità di valutare un nuovo velivolo da trasporto da fornire alla neofondata compagnia di bandiera Deutsche LuftHansa (DLH) che con la Deutsche Reichsbahn (DB), la compagnia ferroviaria nazionale, intendevano rafforzare le rotte di comunicazione aerea attraverso il paese.
Le specifiche emesse, ufficialmente relative ad un velivolo destinato all'aviazione civile, in realtà celavano l'esigenza da parte del Reichswehrministerium, il ministero della difesa tedesco del periodo, di poter sviluppare segretamente un modello facilmente trasformabile in un bombardiere al fine di ricostituire l'aeronautica militare tedesca, la futura Luftwaffe, ancora fortemente penalizzata dalle clausole imposte alla fine della prima guerra mondiale dal trattato di Versailles del 1919.
A tale scopo venne contattata la Dornier-Metallbauten che iniziò lo sviluppo di un nuovo modello adatto allo scopo identificato come Do F (o Typ F) e basandosi sull'esperienza acquisita nella costruzione del precedente Do Y (o Typ Y), modello da bombardamento sviluppato per il mercato estero.

## Versioni
Do 11 C

Do 11 D
versione dotata di ala ridotta e di motorizzazione BMW VI.

## Utilizzatori
Bulgaria
- Vazhdushnite na Negovo Velichestvo Voiski

 Germania
- Luftwaffe

### Sviluppi e varianti
- Dornier Do P
- Dornier Do Y
- Dornier Do 13
- Dornier Do 23

### Velivoli comparabili
Stati Uniti
- Boeing Y1B-9